# Kiama lachrymoides
Kiama lachrymoides is een spinnensoort uit de familie Cyrtaucheniidae. De soort komt voor in New South Wales.